# Meges (bác sĩ phẫu thuật)
Meges (tiếng Hy Lạp: Μέγης; thế kỷ thứ 1 TCN) là một bác sĩ phẫu thuật nổi tiếng, sinh tại Sidon ở Phoenicia, người đã thực hành tại Rome với danh tiếng và thành công lớn, ngay trước thời Aulus Cornelius Celsus, và do đó có lẽ sống trong thế kỷ thứ 1 trước Công nguyên. Ông đã viết một số tác phẩm được đánh giá cao và nhiều lần được trích dẫn bởi Celsus, nhưng không có gì còn lại. Một mảnh vỡ Hy Lạp của Meges được bảo tồn bởi Oribasius.